# نايتبيتش (فلم)
كلبة الليل (بالإنجليزية Nightbitch) هو فيلم رعب كوميدي أمريكي صدر عام 2024م من تأليف وإخراج مارييل هيلر، استنادًا إلى رواية راشيل يودر الصادرة عام 2021م. تشارك إيمي آدمز في الدور الرئيسي إلى جانب سكوت ماكنيري، أرلي سنودن، إيميت سنودن، زوي تشاو، ماري هولاند، إيلا توماس، أرشانا راجان، وجيسيكا هاربر في الأدوار الثانوية.
تم عرض فيلم «كلبة الليل» لأول مرة في مهرجان تورنتو السينمائي الدولي لعام 2024م، في 7 سبتمبر 2024م،  وسيتم إصداره في دور العرض في الولايات المتحدة بواسطة فوكس سيرش لايت بيكتشرز في 6 دجنبر 2024م.

## الملخص
يتناول الفيلم قصة واقعية سحرية عن أم ربة منزل تتحول في بعض الأحيان إلى كلب.

## إنتاج

### تطوير
في يوليو 2020م حصلت شركة Annapurna Pictures على حقوق الفيلم غير المنشور آنذاك «كلبة الليل» من تأليف راشيل يودر، وبطولة وإنتاج إيمي آدمز. وستشارك ستايسي أونيل من شركة إنتاج Adams' Bond Group Entertainment في إنتاج الفيلم إلى جانب ميجان إليسون وسو نايجل وسامي شير، بينما سيعمل يودر كمنتج تنفيذي. تواصلت المخرجة مارييل هيلر مع يودر وبدأت في تطوير الفيلم بهدوء جنبًا إلى جنب مع آدمز أثناء جائحة كوفيد-19 .

### مرحلة ما قبل الإنتاج
كان من المقرر أن يبدأ التصوير في خريف 2022م. استحوذت فوكس سيرش لايت بيكتشرز على حقوق التوزيع من Annapurna في مايو مقابل 25 مليون دولار، متغلبة على خمسة مزايدين آخرين. في هذا الوقت أكذت مشاركة هيلر وانضمت كريستينا أوه وآدم بولسن وهيلر إلى فريق إنتاج الفيلم، بينما انتقلت شير إلى منصب المنتج التنفيذي مع هافيلاه بروستر. وفي 27 يونيو 2022م انضم سكوت ماكنيري إلى الفيلم.

### التصوير
كان من المقرر أن يبدأ الإنتاج في سبتمبر 2022م في لوس أنجلوس. لكن على غير المقرر بدأ في أكتوبر 2022م مع الإعلان عن انضمام إيلا توماس  إلى فريق التمثيل. وفي 21 أكتوبر 2022م انضمت ماري هولاند إلى فريق التمثيل.

## إصدار
كان من المقرر في الأصل إصدار فيلم «كلبة الليل» على هولو،  ولكن تم الإعلان لاحقًا عن إصدار مسرحي بواسطة فوكس سيرش لايت بيكتشرز في 6 دجنبر 2024م. وتم عرضه لأول مرة في مهرجان تورنتو السينمائي الدولي في 7 سبتمبر 2024م.

### التقييمات
حصل الفيلم في موقع تجميع المراجعات الطماطم الفاسدة على 65% من أصل 48 مراجعة نقاد إيجابية، بمتوسط تقييم 6.1/10.↵منح موقع ميتاكريتيك، الذي يستخدم متوسطًا مرجحًا الفيلم درجة 62 من 100، بناءً على تقييم 16 ناقدًا، مما يشير إلى مراجعات "إيجابية بشكل عام".